# Загорје об Сави
Загорје об Сави (словен. Zagorje ob Savi) је град и управно средиште истоимене општине Загорје об Сави, која припада Засавској регији у Републици Словенији.
У попису становништва из 2011. године, насеље Загорје на Сави имало је 6.439 становника.